# كلود أ. فاولر
كلود أ. فاولر هو محامي وسياسي أمريكي، ولد في 20 يناير 1876 في بروفيتستاون في الولايات المتحدة، وتوفي في 8 يناير 1968 في يوريكا سبرينغز في الولايات المتحدة. نشط حزبياً في الحزب الديمقراطي. وقد انتخب عضو مجلس النواب الأمريكي ‏.